# مارك مورتون (موسيقي)
مارك مورتون (بالإنجليزية: Mark Morton)‏ هو موسيقي وعازف قيثارة أمريكي من فرقة الهيفي ميتال لامب أوف غود، ولد في 25 نوفمبر 1972 في ريتشموند في الولايات المتحدة.

## وصلات خارجية
- الموقع الرسمي
- مارك مورتون على موقع ميوزك برينز (الإنجليزية)
- مارك مورتون على موقع أول ميوزيك (الإنجليزية)
- مارك مورتون على موقع ديسكوغز (الإنجليزية)